# 庄河西站
庄河西站位于中国辽宁省大连市下辖庄河市大郑镇，经过本站的铁路有丹大城际铁路，是一个货运火车站，站内设到发线6条、货运站台1个。

## 历史
庄河西站于2015年12月17日随丹大城际铁路一起投入使用。